# Нюеркеркен
Нюеркеркен (на нидерландски: Nieuwerkerken) е селище в Североизточна Белгия, окръг Хаселт на провинция Лимбург. Намира се на 10 km югозападно от град Хаселт. Населението му е около 6610 души (2006).